# 25 травня
25 травня — 145-й день року (146-й у високосні роки) в григоріанському календарі. До кінця року залишається 220 днів.

## Свята і пам'ятні дні

### Міжнародні
- День Африки. Відзначається щорічно відповідно до рішення установчої конференції голів держав і урядів країн Африки, яка відбулася в Аддис-Абебі 25.05.1963 р.
- Міжнародний день зниклих безвісти дітей. Відзначається щорічно з 2002 р. з ініціативи Європейського центру зниклих і таких, що зазнали сексуального насильства, дітей
- Європейський Союз: Міжнародний день героїв боротьби проти тоталітаризму[1].
- Всесвітній день щитоподібної залози.

### Національні
- Аргентина: День вшанування Травневої революції
- Йорданія: Національне свято Хашемітського Королівства Йорданія. День Незалежності (1946)
- Латвія: День Урбанаса[2]
- Мексика: День бухгалтерів.
- Ліван: День звільнення.
- Туркменістан: День міста Ашгабат.
- США: Національний день зниклих безвісті дітей.
- Україна: День Шавлії.

### Професійні
- Україна: День Державної служби спеціального зв'язку та захисту інформації України

### Неофіційні
- День Ґіка.
- День рушника.
- День Шавлії

### Релігійні

#### Християнство
Католицька церква:
- День Святого Григорія VII, Папи Римського.
- День Святої Марії Магдалени де Пацці.

 Православна церква:
- Третє знайдення глави Івана Хрестителя.
- Священномученика Ферапонта, єпископа Кіпрського.
- Святителя Інокентія, архієпископа Херсонського.

 Лютеранська церква:
- День Святого Теодора Ярчука.

### Іменини
- ✙ Православні: Іван[3]
- ✝  Католицькі: Борислав, Денис, Григорій, Іванна, Лев, Магдалена, Маріус, Зиновій,

## Події
- 996 — у Києві освячено першу відому на Русі кам'яну Десятинну церкву (Церкву Успіння Пресвятої Богородиці).
- 1502 — португальці в день Святої Олени відкрили острів, який назвали на честь святої.
- 1521 — Вормським едиктом Карл V проголосив Мартина Лютера єретиком і заборонив друкувати і поширювати його праці.
- 1630 — козацький отаман Тарас Трясило під Переяславом розгромив поляків на чолі з Конецпольським
- 1666 — розкол московської церкви: ідеолог старообрядців протопоп Аввакум розстрижений, підданий анафемі та засланий у монастир
- 1709 — московське військо зруйнувало Запорозьку Січ у відповідь на перехід запорожців на бік гетьмана Мазепи (дата за н.ст.)
- 1771 — у Петербурзі видано урядовий указ про дозвіл тисячі козаків оселитися поблизу Азова.
- 1810 — у Буенос-Айресі відбулася Травнева революція, з якої розпочався процес утворення держави Аргентина.
- 1926 — вбивство Симона Петлюри.
- 1996 — в Єні чеський легкоатлет Ян Желєзни встановив нині чинний світовий рекорд у метанні списа — 98 м 48 см.
- 1996 — у Кошиці словак Ю. Барбаріч протягнув на собі 327-тонний поїзд на рекордну відстань — 8,2 метра.
- 1996 — у Києві відновлено пам'ятник княгині Ользі, зруйнований у 1919 році.
- 1997 — шрі-ланкієць А.Джоакім встановив світовий рекорд, простоявши на одній нозі 76 годин 40 хвилин.
- 1999 — боксер-важковаговик Майк Тайсон вийшов на свободу з в'язниці, відсидівши 3 місяці за напад на двох водіїв.
- 2001 — у Сан-Франциско (США) з'явився новий вид палива для автомобілів — фруктовий бензин.
- 2014 — в Україні обрано Президента України Петра Порошенка.
- 2020 — в Міннеаполісі (США) при затриманні було вбито чорношкірого американця Джорджа Флойда, це спричинило масові протести серед населення з жертвами.

## Народились
Дивись також Категорія:Народились 25 травня
- 1334 — Імператор Суко, 3-й Імператор Північної династії Японії, синтоїстське божество
- 1616 — Карло Дольчі, італійський художник
- 1803 — Ральф Волдо Емерсон, американський есеїст, поет і філософ, основоположник трансценденталізму
- 1865 — Пітер Зееман, нідерландський фізик, лауреат Нобелівської премії.
- 1879 — Вільям Бівербрук, англійський політик, міністр в уряді Черчилля (1940–1945 рр), засновник газети «Санді Експрес», барон.
- 1889 — Ігор Сікорський, український і американський авіаконструктор.
- 1899 — Борис Арцибашев, українсько-американський художник, дизайнер та ілюстратор українського походження. Син письменника Михайла Арцибашева.
- 1913 — Дональд Маклін, британський дипломат, радянський розвідник, організатор радянської шпигунської мережі на Заході.
- 1926 — Майлз Девіс, американський джазовий музикант.
- 1939 — Ієн Мак-Келлен, британський актор кіно і телебачення.
- 1948 — Клаус Майне, німецький музикант.
- 1954 — Володимир Плоскіна, радянський футболіст, рекордсмен з матчів, проведених за одеський «Чорноморець» (473).
- 1963 — Майк Маєрс, канадський актор.
- 1976 — Кілліан Мерфі, ірландський актор театру і кіно.
- 1981 — Роланд Алюконіс, литовський хокеїст.
- 1984 — Костас Мартакіс, грецький співак.

## Померли

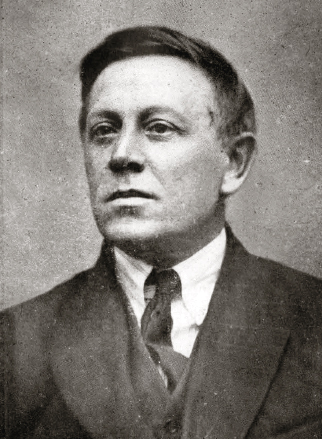
Симон Петлюра

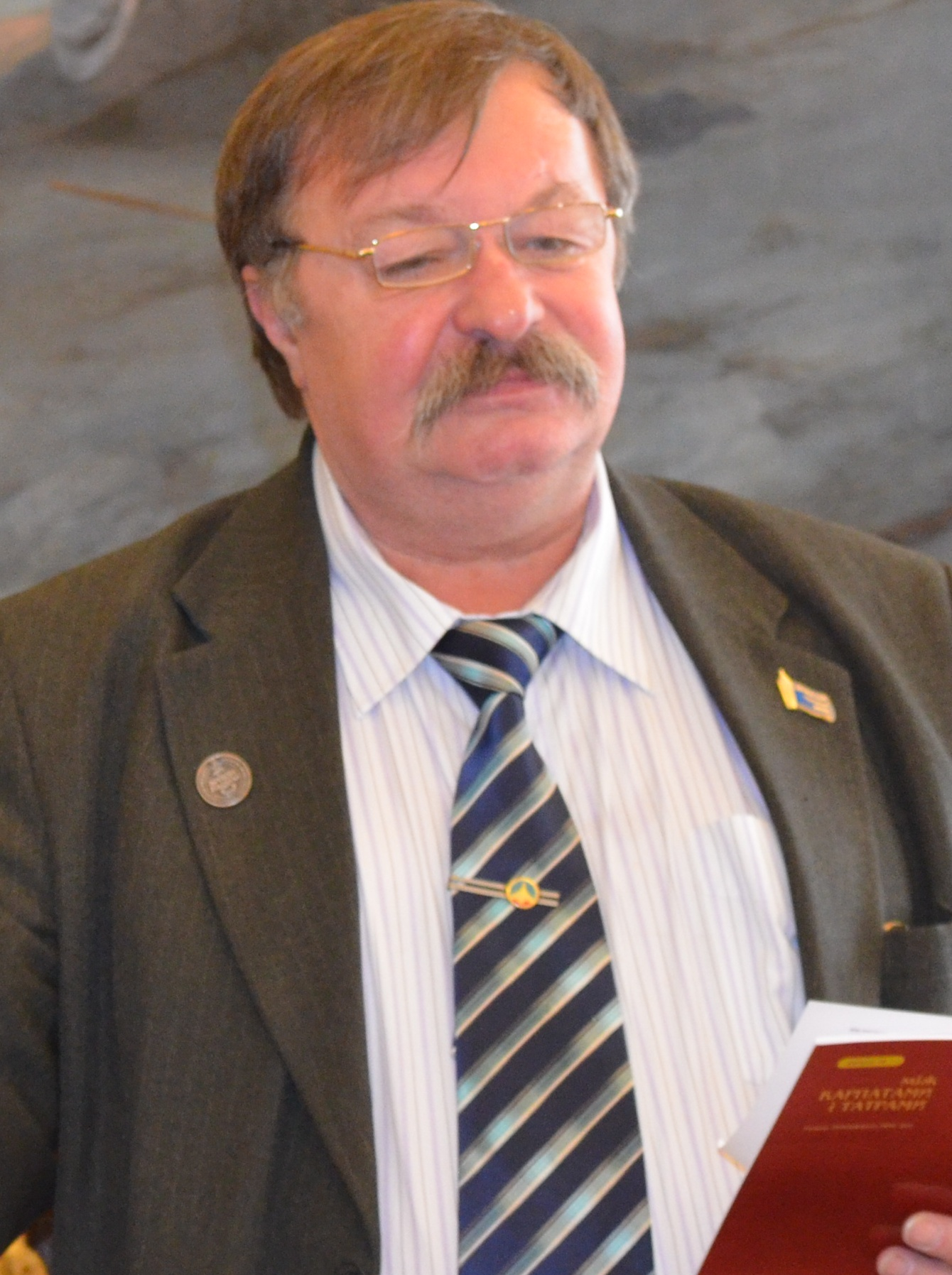
Дмитро Кремінь

Дивись також Категорія:Померли 25 травня
- 992 — Мешко I, перший історично достовірний польський князь (з династії П'ястів)
- 1681 — Педро Кальдерон де ла Барка, іспанський драматург і поет.
- 1693 — Мадам де Лафаєтт, французька письменниця, автор одного з перших романів у літературі «Принцеса Клевська».
- 1805 — Вільям Пейлі, англійський філософ, християнський апологет.
- 1917 — Максим Богданович, білоруський поет, перекладач і літературознавець.
- 1926 — Симон Петлюра, український громадський і військовий діяч, глава Директорії УНР, головний отаман армії УНР, вбитий агентом ОДПУ у Парижі.

- 1946 — Персі Джон Даніелл, британський математик, який розробив узагальнену теорію інтегрування та диференціювання.
- 1965 — Сонні Бой Вільямсон II, американський блюзовий співак, музикант
- 1972 — Аста Нільсен, данська акторка німого кіно.
- 1991 — Віра Свєнціцька, український мистецтвознавець.
- 2012 — Едоардо Манджаротті, італійський фехтувальник.
- 2019 — Дмитро Кремінь, український поет, лауреат Шевченківської премії.